# Ikonograf
Ikonograf (ikonopisarz, ikonopis, malarz ikon) – to teolog, który wyraża wiarę Kościoła poprzez sztukę kościelną, która może być dopuszczona do udziału w liturgii (np. ikony, obrazy, rzeźby, odlewy, freski, hafty, mozaiki, itp.).

## Etymologia
Słowo „ikonograf” pochodzi z języka greckiego, w którym „eikon” oznacza obraz, a „graphé” – pisać. Stąd też spotyka się spolszczenie tego słowa jako „ikonopisarz”. Używane bywają także określenia „ikonopisiec”, które są bliższe wpływom ruskim i staro-cerkiewno-słowiańskim. W polskiej tradycji językowej posługiwanie się pędzlem jest nazywane malowaniem, a nie pisaniem, jak to jest możliwe w tradycji ruskiej lub chińskiej, stąd pod względem językowym poprawne jest też określenie „malarz ikon”. Określenia tego jednak sami ikonografowie rzadko używają, ze względu na poprawność teologiczną, związaną z orzeczeniami Soboru Nicejskiego II. Sobór ten w swym Horosie użył słowa „perigraphein”, mówiąc, że Jezus Chrystus jest możliwy „do opisania”, że można go opisać w formie plastycznej (np. w ikonie, mozaice itp.). Stąd pojawiła się tradycja językowa mówiąca o „pisaniu” ikon, a nie ich „malowaniu”. Innym jej uzasadnieniem, na które powołuje się wielu ikonografów, jest fakt, że ikona jest formą zapisu (zakodowania) tego samego orędzia, które jest zawarte w Piśmie Świętym i Tradycji, lecz na innym, nie papierowym nośniku (ale na desce, ścianie itd.), za pomocą barw, kształtów, linii, czyli za pomocą innych technik niż jedynie litery, jak to ma miejsce w księgach.
Ikonografem w szerokim znaczeniu jest twórca sztuki, która może być dopuszczona do udziału w liturgii (czyli malarze ikon, obrazów, twórcy haftów, rzeźbiarze, architekci, złotnicy, odlewnicy itp.). W węższym znaczeniu jest nim osoba malująca (pisząca) ikony.

## Ikonograf jako teolog
Ikonograf różni się od artysty tym, że jego sztuka jest ściśle podporządkowana wierze. Dlatego ikonograf przede wszystkim jest znawcą Pisma Świętego, także pism apokryficznych, literatury Ojców Kościoła, ponieważ są to podstawowe źródła sztuki ikonograficznej.

We właściwym i ścisły sensie tego słowa ikonografami mogą być wyłącznie święci. Całkiem możliwe, że większość świętych zajmowała się sztuką w tym znaczeniu, iż powierzali swe duchowe doświadczenie rękom malarzy, dostatecznie wprawnych technicznie, aby nadać realne kształty niebiańskiemu widzeniu i wystarczająco wrażliwych, aby przekazać sugestie świętego przewodnika. Istnieniu takiej współpracy nie należy się dziwić. Dawniej, gdy większa niż dziś była solidarność i poczucie wspólnoty między ludźmi, praca twórcza w ogóle odbywała się zespołowo. Przykładem tego mogą być chociażby pracownie malarskie i zespoły twórców skupiających się wokół wielkiego mistrza, nawet w czasach wybujałego indywidualizmu. Przy charakterystycznym dla średniowiecza zespoleniu świadomości i umiejętności podporządkowania się uznanemu za świętego kierownikowi, organizacja wspólnych pracowni malarstwa ikonowego była szczególnie doskonała. Nie zapominajmy, że nawet Ewangelie i inne święte księgi powstały pod kierownictwem mentora: Ewangelii św. Marka – św. Piotra, a Ewangelii św. Łukasza i Dzieje Apostolskie – św. Pawła. Nic więc dziwnego, że mistrzowie malarscy, pokorni wobec objawienia wiecznego piękna, które głosili im święci, przedstawili to, co objawione, pod ich nadzorem i przy stałej kontroli, na ikonach.

Ikonograf jest przede wszystkim świadkiem Jezusa Chrystusa, czerpiącym z doświadczenia wiary i Tradycji swojego Kościoła, stąd jest w pierwszym rzędzie teologiem, a nie artystą. Sztuka dla ikonografa stanowi sposób ekspresji wiary, w możliwie najlepszym artystycznie wydaniu. Dlatego też ikonografa należy w pierwszym rzędzie definiować jako teologa, a dopiero na drugim miejscu jako artystę.

## Ikonograf wyraża wiarę Kościoła
Ikonograf swoją sztuką nie akcentuje swoich przeżyć, ale to, w co wierzy Kościół. Istotną cechą ikonografa, różniącą go od innych artystów, jest to, że ikonograf jest członkiem swojego Kościoła, uczestniczącym w jego życiu sakramentalnym, karmiącym się Słowem Bożym i Eucharystią. Ikonografowie powinni się znajdować pod opieką swoich biskupów, mieć swoich ojców duchownych, uczestniczyć w szczególnej formacji nie tylko artystycznej, ale przede wszystkim duchowej i teologicznej, poprzez wyznaczonych przez biskupów specjalnych ojców duchowych.

## Ikonograf jako twórca sztuki liturgicznej
Ikonograf tworzy sztukę, która może służyć liturgii, czyli takie obrazy, hafty, odlewy, sprzęty itp., które mogą być dopuszczone do kultu w czasie nabożeństw. Nie jest to jedynie sztuka sakralna, posiadająca swoje odniesienie do Absolutu, do Boga, ale podlegająca bardzo ścisłym obostrzeniom prawa kanonicznego Kościołów.

## Wspólnoty ikonografów
Ikonografowie często łączyli się w różne grupy, wspólnoty i szkoły. W Polsce istnieje kilka ośrodków skupiających ikonografów, m.in. Policealne Studium Ikonograficzne w Bielsku Podlaskim, Śląska Szkoła Ikonograficzna w Zabrzu, Pracownia Ikonopisania Świętego Łukasza w Krakowie, Karmelitańska Szkoła Ikon w Wadowicach, Droga Ikony w Warszawie, Studium Chrześcijańskiego Wschodu w Warszawie.